# Parafia św. Józefa w Rzeszowie-Zwięczycy
Parafia św. Józefa w Rzeszowie-Zwięczycy – parafia rzymskokatolicka, znajdująca się w diecezji rzeszowskiej, w dekanacie Boguchwała.